# Београдско-карловачка митрополија
Београдско-карловачка митрополија је била српска црквена област у Хабзбуршкој монархији између 1726. и 1739. године.

## Историја

### Две митрополије: Карловачка и Београдска
Миром у Пожаревцу (1718) добила је Хабзбуршка монархија од Османског царства, осим осталог, и Банат, југоисточни Срем и део територије данашње Србије јужно од Саве и Дунава. У овим областима су тада постојале четири српске православне епископије, у Банату Вршачка и Темишварска, а јужно од Дунава и Саве Београдска и Ваљевска. Народни представници, на челу са карловачким митрополитом Вићентијем Поповићем (1713-1725), одмах су предузели акцију, да епископије у овим крајевима уђу у састав Карловачке митрополије, да се тако очува црквено јединство православних Срба под хабзбуршком влашћу. Хабзбуршке државне власти биле су противне томе из политичких разлога и, ослањајући се на амбицију београдског митрополита Мојсија Петровића (1713-1726), образовале су у овим областима засебну Београдску митрополију, којој је био потчињен и румунски епископ у Римнику. Стварање ове митрополије накнадно је благословио и српски патријарх Мојсије Рајовић.

### Стварање јединствене митрополије
Када се карловачки митрополит Вићентије Поповић разболео, народни представници су успели да му поставе београдског митрополита за Мојсија Петровића каодјутора, а када је карловачки митрополит умро (1725), једногласно су на сабору из 1726, изабрали Мојсија Петровића и за Карловачког митрополита. Државне власти морале су у тај мах пристати на готов чин, али су после смрти Петровићеве (1730) опет живо настојале, да раздвоје Србе на две митрополије. Међутим на Сабору из 1731. једногласно је изабран дотадашњи арадски владика Вићентије Јовановић за митрополита уједињене Београдско-карловачке митрополије, те је то уједињење остало све до мира у Београду (1739), по коме су сва подручја данашње Србије јужно од Саве и Дунава поново дошла под османску власт. Оба митрополита Београдско-карловачке митрополије били су енергичне, просвећене и разумне старешине, те су за кратко време своје управе веома много учинили, како за напреднију и бољу организацију црквене власти, тако и за духовну културу уопште међу Србима под хабзбуршком влашћу.

## Епархије
У саставу Београдско-карловачке митрополије налазиле су се следеће епархије:
- Арадско-јенопољско-великовардарска епархија
- Темишварска епархија
- Вршачко-себешка епархија
- Мохачко-сечујско-сигетска епархија
- Будимска епархија
- Бачка епархија
- Сремска епархија
- Пакрачка епархија
- Костајничко-зринопољска епархија
- Карловачко-сењско-приморска епархија
- Ваљевска епархија
- Сервијска епархија (у Београду)
- Римничка епархија[2]
- Лепавинско-северинска епархија, од 1734. године